# Cruiser Mk VIII Challenger
Der Cruiser Tank Challenger (A30) war ein britischer Panzerkampfwagen der Cruiser-Tank-Klasse, der im Zweiten Weltkrieg entwickelt wurde und gegen Ende des Krieges eingesetzt wurde. Wesentliche technische Elemente des Fahrzeuges wurden vom Cruiser Tank Mk VIII Cromwell übernommen, doch waren für den Einbau der vom Generalstab geforderten leistungsfähigen Panzerkanone ein neuer Turm und ein längeres und breites Grundfahrzeug erforderlich. Es wurden im Entwurf viele Kompromisse gemacht.
Er galt deshalb als nicht besonders gelungene Konstruktion. Nur in der Endphase des Krieges eingesetzt, wurde er nach Kriegsende schon bald ausgemustert.

## Entwicklung
Während die Entwicklung des Cruiser Tank Mk VIII Cromwell noch lief, forderte der britische Generalstab vom „Tank Board“ (Panzerausschuss) einen Panzer, der mit einer schweren Kanone in der Lage war, alle bekannten deutschen Panzertypen erfolgreich zu bekämpfen. Ein erster Versuch war der Einbau der 3-inch (76,2-mm)-Flugabwehrkanone in die Wanne des Infanteriepanzers Churchill. Eine Panzerabwehrkanone in diesem Kaliber, die Ordnance QF 17-pounder, befand sich gerade in der Entwicklung. Diese Waffe hielt man für geeignet.
Der Cromwell A27 sollte mit der neuen Waffe ausgerüstet werden, doch weder Turm noch das Chassis waren in der Lage, eine Waffe in Größe und Gewicht der 17-pdr aufzunehmen. Aus diesem Grund wurde bei Birmingham Railway Carriage and Wagon Company (konzeptverantwortlich für den Cromwell) mit Bauteilen des Cromwell ein längeres und breiteres Fahrzeug mit einer zusätzlichen Laufrolle entworfen. Ab Mai 1942 wurde an drei Prototypen gearbeitet und im August erfolgte die Erprobung. Das neue Fahrgestell erhielt die Bezeichnung A30.
Einen Viermann-Turm für den Challenger entwickelte die Firma Stothert & Pitt. Ausgangspunkt war dabei der sehr hohe Turm, den man für den „TOG 2“ entwickelt hatte, doch war dieser für die Unterbringung eines zusätzlichen Ladeschützen unvermeidbar.
In der Erprobung zeigten sich einige Mängel, das zusätzliche Gewicht von ca. 3 Tonnen bereitete dem Laufwerk erhebliche Probleme. Der starke Rückstoß der 17-pdr war ein Problem für die Schildzapfen und das Turmgewicht führte zu einer langsamen Schwenkbarkeit der Hauptbewaffnung.
Das Gewicht blieb für den Unterbau mit seinen Challengerbauteilen zu hoch, so dass man begann, Panzerungselemente zu entfernen. Das Maschinengewehr im Wannenbug wurde ausgebaut, weil man ein Besatzungsmitglied zugunsten des neuen Ladeschützen einsparen wollte. Außerdem musste man Platz für die großen Patronen der 17-pdr gewinnen, trotzdem konnten nur 42 Schuss mitgeführt werden.
Als man im Januar 1943 für eine Erprobung bereit war, hatten die deutschen Panzertruppen bereits den Tiger-Panzer und den neuen Panzerkampfwagen IV mit der 7,5cm L/43 und kurz darauf mit der L/48-Kanone an die Fronten gebracht. Der A30 versprach schnell einen Kampfpanzer mit starker Kanone an die eigenen Truppen liefern zu können.
So wurde ein Auftrag über 200 Fahrzeuge erteilt, der auch Varianten mit einer Flugabwehrbewaffnung und mit großkalibrigen Haubitzen vorsah.
Das Fahrzeug wurde, nicht ohne Vorbehalte aufgrund aller Probleme, welche die Erprobung gezeigt hatten, akzeptiert.
Die Produktion fand bei Birmingham Carriage & Wagon statt. Die Produktion begann im Dezember 1943 und der Zulauf zu den Einheiten begann erst im Mai 1944.

## Einsatz
Als die ersten Challenger gefertigt wurden und die Invasion kurz bevorstand, erkannte man ein grundlegendes Problem: das Fahrzeug war bei seiner Entwicklung nicht gegen eindringendes Wasser beim Tiefwaten geschützt worden, was aber für die Anlandung mit Landungsfahrzeugen an der französischen Küste zwingend erforderlich war.
In der Folge gingen die Briten mit dem alternativ entwickelten Sherman Firefly in die anstehenden Kämpfe in der Normandie. Mit diesem Panzer erzielten die britischen Panzertruppen einige beachtenswerte Erfolge.
Es wurden nur rund 250 Challenger gebaut und ab Ende 1944 erhielten britische Armoured Reconnaissance Regiments (Aufklärungseinheiten) in Europa Challenger (A30), wo diese die Cromwells unterstützen sollten.
Nach dem Kriegsende 1945 wurde der Fahrzeugtyp ausgemustert. Das Royal Tank Corps konnte ab März 1945 auf die neuen A34 Comet umrüsten.

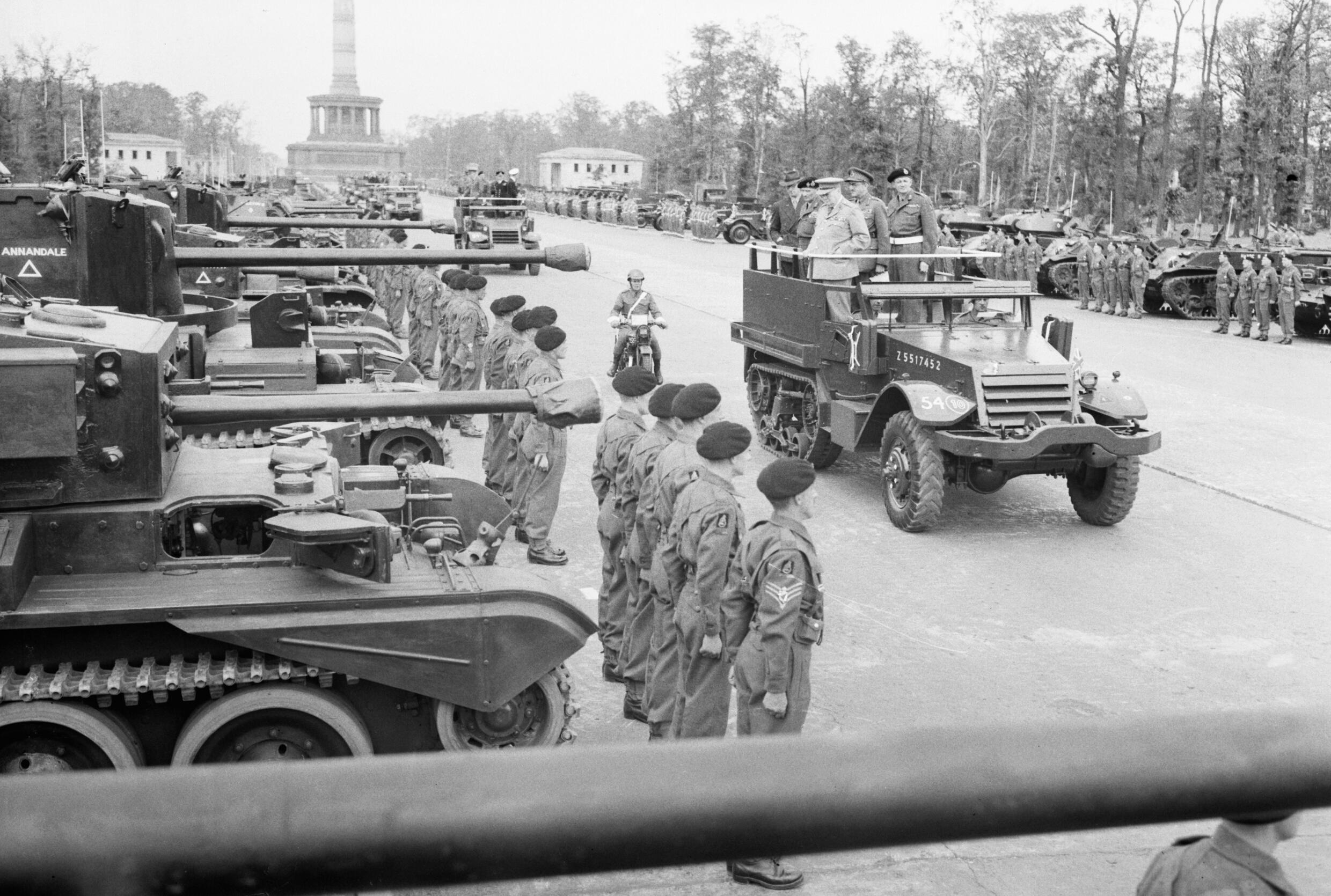
Cromwell und die größeren Challenger sind im Wechsel am linken Bildrand während der britischen Siegesparade am 21. Juli 1945 in Berlin zu sehen